# Aue-Schwarzenberg
Aue-Schwarzenberg là một huyện cũ ở Bang tự do Sachsen, Đức. Các đơn vị giáp ranh (từ phía nam theo chiều kim đồng hồ): Cộng hòa Séc và các huyện Vogtlandkreis, Zwickauer Land, Stollberg và Annaberg.
Các huyện Aue và Schwarzenberg đã được thành lập năm 1873. Năm 1994, hai huyện được sáp nhập để lập huyện mới Westerzgebirgs, năm 1995 đã được đổi tên thành Aue-Schwarzenberg. Ngày 1 tháng 8 năm 2008, huyện đã được sáp nhập vào huyện mới Erzgebirge.
Huyện tọa lạc ở khu vực phía tây the Dãy núi Erzge. 
Sông Zwickauer Mulde bắt nguồn từ huyện này và chảy theo hướng bắc đến Zwickau.

## Các thị xã và đô thị
| Thị xã | Đô thị                                                                       |                                                   |
| --- | ---------------------------------------------------------------------------- | ------------------------------------------------- |
| 1. Aue 2. Eibenstock 3. Grünhain-Beierfeld 4. Johanngeorgenstadt 5. Lauter 6. Lößnitz 7. Schneeberg 8. Schwarzenberg | 1. Bad Schlema 2. Bernsbach 3. Bockau 4. Breitenbrunn 5. Raschau-Markersbach | 1. Schönheide 2. Sosa 3. Stützengrün 4. Zschorlau |